# Awtoriemzawod
Awtoriemzawod (ros. Авторемзавод) – osiedle typu wiejskiego w zachodniej Rosji, na osiedlu wiejskim Katynskoje w rejonie smoleńskim (obwód smoleński).

## Geografia
Miejscowość położona jest nad Dnieprem, 1 km od drogi federalnej R120 (Orzeł – Briańsk – Smoleńsk – Witebsk), 1,5 km od centrum administracyjnego osiedla wiejskiego (Katyń), 23,5 km od Smoleńska.
W granicach miejscowości znajdują się ulice: Centralnaja, Mołodiożnaja, Niżnij posiołok AR3, Zapadnaja.

## Demografia
W 2010 r. miejscowość liczyła sobie 1316 mieszkańców.